# 현금성자산
현금성자산(現金性資産)이란 취득당시 만기가 3개월 이내인 유동성이 매우 높은 단기금융상품이다.
현금성자산은 다음과 같은 특징이 있다.
- 큰 거래비용 없이 현금으로 전환이 용이할 것

- 가치변동의 위험이 중요하지 않을 것

주식은 현금성자산에 포함되지 않는다. 왜냐하면 주식은 투자의 목적을 가지고 있으며, 만기의 개념이 없기 때문이다. 현금성자산에 속하는 채무증권 및 단기금융상품의 만기는 재무상태표일(결산일) 현재 기준이 아니라 취득당시의 기준으로 하여야 한다.

## 예시
- 취득 당시 만기가 3개월 이내에 도래하는 재무상품 및 단기금융상품 등